# Obila cometes
Obila cometes är en fjärilsart som beskrevs av Druce 1893. Obila cometes ingår i släktet Obila och familjen mätare. Inga underarter finns listade i Catalogue of Life.